# Иностранный агент (Россия)
«Иностра́нный аге́нт» (иноаге́нт) — статус, присваиваемый в России лицам, которые, по утверждению российских властей, получают иностранную поддержку или находятся под «иностранным влиянием». Появился в 2012 году после принятия поправок к Федеральному закону «О некоммерческих организациях». Критикуется как ограничивающий права человека в России. Принимая поправки к закону, президент РФ Владимир Путин высказал не соответствующее действительности утверждение о высокой схожести закона с американским законом FARA, а позднее высказывался даже о большей жёсткости американского закона. Российский закон, в отличие от FARA, с момента принятия поправок в 2012 году позволил признавать иностранным агентом за получение любой, в том числе ничтожно малой суммы денег из-за рубежа, а с 2022 года для получения статуса не требуется даже этого.
Российское правительство применяет статус иностранного агента для контроля и управления представителями российского гражданского сообщества, одновременно указывая на «Запад» как на опасность для России. Накладывая обязанность на граждан и организации везде упоминать о своём статусе «иноагента» и вызывать таким образом негативную ассоциацию к своим высказываниям и действиям, российское правительство старается заставить их перестать критиковать власти или высказываться в неподходящем правящим кругам дискурсе.
Федеральный закон от 14 июля 2022 года «О контроле за деятельностью лиц, находящихся под иностранным влиянием» запретил лицам со статусом иностранного агента занимать должности в органах государственной власти, инициировать референдумы, участвовать в избирательных кампаниях и кампаниях референдума, организовывать какие-либо публичные мероприятия.

## История

### Закон «О некоммерческих организациях»
29 июня 2012 года был внесён законопроект и 13 июля 2012 года Госдума приняла поправки (ФЗ N 121-ФЗ от 20.07.2012) к закону «О некоммерческих организациях». В соответствии с этим законом статус «иностранного агента» получили российские некоммерческие организации (НКО), которые:
- занимаются «политической деятельностью» на территории России (организация «участвует (в том числе путём финансирования) в организации и проведении политических акций в целях воздействия на принятие государственными органами решений, направленных на изменение проводимой ими государственной политики, а также в формировании общественного мнения в указанных целях.»; но при этом «к политической деятельности не относится деятельность в области науки, культуры, искусства, здравоохранения, профилактики и охраны здоровья граждан, социальной поддержки и защиты граждан, защиты материнства и детства, социальной поддержки инвалидов, пропаганды здорового образа жизни, физической культуры и спорта, защиты животного и растительного мира, благотворительная деятельность»[7])
- получают «денежные средства и иное имущество от иностранных государств, международных и иностранных организаций, иностранных граждан и лиц без гражданства»[8].

Понятие «иностранный агент» не распространяется на:
- иностранцев, работающих в составе Российского союза промышленников и предпринимателей, Торгово-промышленной палаты и других бизнес-объединений;
- зарегистрированные религиозные организации;
- госкорпорации и госкомпании, а также на НКО, созданные ими.

Согласно закону, «иностранные агенты» должны зарегистрироваться как таковые в Министерстве юстиции и указывать свой статус во всех публикациях в СМИ и в Интернете.
Комментируя в 2012 году принятие закона, Владимир Путин высказал не соответствующее действительности утверждение, что закон является аналогичным американскому закону FARA, принятому в 1938 году. Позднее он высказывался о якобы ещё большей жёсткости американского закона.
1 декабря 2022 года Минюст опубликовал единый реестр иностранных агентов, в который теперь включены физические лица, зарегистрированные и незарегистрированные некоммерческие и неправительственные организации. В объединённый реестр внесены 493 организации и физлица.
По состоянию на 2 декабря 2022 года на 18 % россиян, признанных «иностранными агентами», заведены уголовные дела (чаще всего — по «закону о фейках»).
19 января 2023 года Правительство России утвердило положение о госконтроле за деятельностью иностранных агентов, который будет осуществляться Министерством юстиции и территориальными органами. Согласно ему, контролирующие органы получают право: посещать мероприятия, осуществляемые иностранными агентами; запрашивать распорядительные документы у контролируемых иноагентами юрлиц; запрашивать информацию о финансово-хозяйственной деятельности иноагентов; изучать имеющиеся в распоряжении властей документы, а также анализировать все материалы, размещённые иностранными агентами; выдавать предписания об устранении выявленных нарушений. При этом плановые проверки иноагентов не должны проводиться чаще одного раза в год.

### СМИ — «иностранные агенты»
25 ноября 2017 года в качестве ответной меры на требование Министерства юстиции США о регистрации в качестве «иностранных агентов» Russia Today и Sputnik был принят закон № 327-ФЗ, вводящий понятие СМИ — «иностранного агента».
Согласно новой редакции статьи 6 закона о СМИ, Минюст России может признать «иностранным агентом» любое иностранное СМИ, получающее финансирование или имущество от «иностранных органов» или граждан непосредственно или через российские юрлица. Такие «иностранные агенты» приравнены в своих обязанностях к НКО — «иностранным агентам». Реестр признанных иностранных СМИ — «иностранных агентов» ведётся Минюстом.
В конце 2017 года Минюст подготовил проект приказа о порядке признания СМИ — «иностранным агентом».
На ноябрь 2021 года в реестре были уже 97 СМИ, в том числе 62 физических лица — граждане России. К февралю 2022 года их число возросло до 115.

### Физические лица — СМИ — «иностранные агенты»
В январе 2018 года Госдума приняла в первом чтении поправки авторства депутатов Петра Толстого и Леонида Левина, а также сенаторов Андрея Клишаса и Людмилы Боковой, предполагающие признание физического лица «иностранным агентом» при распространении им материалов для неограниченного круга лиц и получении иностранного финансирования. Поправки ко второму чтению позволяли причислить к этой категории тех, кто распространяет сообщения и материалы СМИ — «иностранных агентов» или участвует в создании этих материалов и при этом получает финансирование из-за рубежа. Таким образом, физлицами — «иностранными агентами» могли признать, например, журналистов, которые работают в СМИ, уже признанных в России таковыми (к концу 2019 года ими были «Голос Америки», «Радио Свобода», телеканал «Настоящее время», «Татаро-башкирская служба Радио Свобода», «Сибирь. Реалии», «Idel.Реалии», «Север. Реалии», «Фактограф», «Кавказ. Реалии» и «Крым. Реалии», которые были признаны иноагентами в ответ на признание властями США таковым телеканала RT).
Избирательно определять людей, которые войдут в список «ино-агентов», должны Минюст и МИД. Исходя из текста законопроекта, физическое лицо может быть признано не просто «иностранным агентом», а «иностранным средством массовой информации, выполняющим функции иностранного агента», и в течение месяца это физическое лицо обязано учредить российское юридическое лицо и уведомить об этом власти. В зону риска попадают работавшие в СМИ — «иностранных агентах» журналисты, граждане, работающие в компаниях с иностранным финансированием, или учёные, получившие зарубежные гранты.
В конце ноября 2019 года документ был одобрен во втором и третьем чтениях Госдумой, а позже — Советом Федерации. Президент РФ Владимир Путин подписал его 2 декабря 2019 года под № 426-ФЗ. Документ внёс поправки в закон о СМИ; срок учреждения российских юридических лиц был установлен до 1 февраля 2020 года.
8 декабря 2020 года Госдума приняла в первом чтении законопроект о регулировании деятельности физлиц и организаций, признанных «иностранными агентами» в России. Он предусматривал, что «иностранными агентами» можно признавать физических лиц, занимающихся политической деятельностью или сбором сведений в военно-технической сфере и получающих деньги и «иную помощь» из-за рубежа. Кроме того, он предусматривал, что статус «иностранного агента» можно присваивать организациям, действующим без образования юридического лица и без государственной регистрации.
28 декабря 2020 года Минюст России опубликовал первый список физических лиц, признанных СМИ — «иностранными агентами», среди которых — правозащитник Лев Александрович Пономарёв. На ноябрь 2021 года в этом реестре уже было 62 физических лица.
В марте 2022 года, во время вторжения России на Украину, Минюст включил 7 физических лиц в реестр СМИ — «иностранных агентов», в том числе блогеров Евгения Понасенкова и Елизавету Осетинскую.

### Физические лица — «иностранные агенты»
5 апреля 2022 года Минюст РФ внёс Евгения Киселёва и Матвея Ганапольского в реестр физических лиц, признанных «иностранными агентами». Это реестр, отличный от реестра физических лиц, признанных СМИ — «иностранными агентами».

### Незарегистрированные общественные объединения — «иностранные агенты»
30 декабря 2020 года президент подписал закон об «установлении дополнительных мер противодействия угрозам национальной безопасности», который, помимо прочего, предусматривает возможность признавать «иностранными агентами» «общественные объединения, которые функционируют без приобретения прав юридического лица».
В феврале 2021 года Минюст объявил о планах по созданию нового реестра «иностранных агентов», в который будет вносить незарегистрированные и не имеющие юридического лица общественные организации, финансируемые из иностранных источников и ведущие в России политическую деятельность, и опубликовал указ президента РФ, наделяющий Минюст полномочиями по ведению этого реестра.
18 августа в реестр была внесена первая организация — движение «Голос», занимающееся наблюдением за выборами. Движение должно будет четыре раза в год отчитываться об иностранном финансировании и отмечать свои материалы и материалы своих руководителей и рядовых участников, если они связаны с их политической деятельностью, пометкой о статусе «иностранного агента».

### Другие ограничения и дальнейшее развитие законодательства
Российские законы также запрещают финансирование избирательных кампаний с помощью:
- иностранных государств и юридических лиц;
- российских юридических лиц с иностранным участием более 30 %;
- международных организаций и общественных движений;
- физических лиц — иностранцев и лиц без гражданства, если они не имеют избирательных прав в России[29].

25 ноября 2014 года президент РФ Владимир Путин подписал закон, запрещающий российским партиям совершать сделки с иностранными государствами, международными организациями и общественными движениями, выполняющими функцию «иностранного агента» НКО, а также российскими юрлицами с иностранным участием более 30 % уставного капитала.
Законом от 24 февраля 2021 г. N 14-ФЗ «О внесении изменений в Кодекс Российской Федерации об административных правонарушениях» от 24 февраля 2021 г введена административная ответственность за нарушение порядка деятельности лиц, выполняющих функции «иностранного агента».
14 июля 2022 года был принят обобщающий закон 255-ФЗ «О контроле за деятельностью лиц, находящихся под иностранным влиянием», регулирующий статус иноагентов. Он вступил в действие 1 декабря 2022 года.
В соответствии с этим законом для присвоения статуса «иностранного агента» уполномоченному органу государства достаточно указать на «иностранное влияние», не обязательно доказывая факт иностранного финансирования нового фигуранта списка. Такое влияние определено законом как «предоставление иностранным источником лицу поддержки или оказания воздействия на лицо, в том числе путём принуждения, убеждения или иными способами».
Дополнительно к реестру иноагентов был создан Единый реестр физических лиц, аффилированных с иностранными агентами. В этот реестр должны включаться учредители, руководители, члены, участники и работники организаций-иноагентов, то есть те, кто занимался политической деятельностью и получал деньги от уже попавших в реестр иностранных агентов или принимал участие в их деятельности.
В конце ноября 2022 года Государственная Дума РФ единым законопроектом внесла в 40 федеральных законов поправки, относящиеся к деятельности иностранных агентов. Им запрещено вести просветительскую и образовательную деятельность среди несовершеннолетних, преподавать в государственных и муниципальных образовательных организациях, организовывать публичные мероприятия, проходить контрактную службу в ВС РФ, участвовать в госзакупках, работать членами избирательной комиссии. Введён и ряд других ограничений.
24 июля 2023 года президент России Владимир Путин подписал ряд документов, дополнивших законодательство об иностранных агентах в РФ.
Из них следует, что иностранный агент не может получать от государства финансовую и иную имущественную поддержку, в том числе при осуществлении творческой деятельности.
Министерство юстиции РФ получило право контроля над соблюдением законодательства об иностранных агентах теми лицами, которые с ними взаимодействуют. Если обнаружатся нарушения, оно вправе выносить предупреждения о недопустимости совершения подобного.
В случае игнорирования предупреждений в течение месяца накладывается штраф: для граждан — до 50 тыс. рублей, для должностных лиц — до 100 тыс. рублей; для юрлиц — до 300 тыс. рублей.
При получении контролирующими органами информации о помощи в обходе наложенных ограничений, которую иностранным агентам оказывают физические или юридические лица, Минюст получает основания для проведения «внеплановых проверок», как в отношении самих иностранных агентов, так и тех лиц, которые способствуют им в уклонении от требований закона.
Законы обязывают органы публичной власти, организации, должностных лих их представляющих, а также физических лиц при осуществлении своей деятельности учитывать ограничения, связанные со статусом иностранного агента.
В феврале 2024 года Госдума РФ приняла закон, запрещающий размещать рекламу на сайтах иностранных агентов, в их блогах, социальных сетях и иных площадках. Помимо этого, новым законом запрещено рекламировать самих иноагентов.
14 мая 2024 года Совет Федерации РФ одобрил закон, запрещающий лицам, признанными иностранными агентами, избираться на выборах любых уровней, быть доверенными лицами кандидатов, избирательных объединений и их уполномоченными представителями. Полномочия лиц, которые были включены в реестр иноагентов на день вступления закона, прекращаются в течение 180 дней со момента вступления закона в силу, если они не были исключены из данного реестра. Этот закон дополняет ФЗ «Об основных гарантиях избирательных прав и права на участие в референдуме граждан России» нормой о том, что кандидат обязан к процедуре регистрации прекратить статус иностранного агента. 15 мая закон был подписан президентом РФ Владимиром Путиным.
14 ноября 2024 года в Госдуму внесен законопроект, фактически делающий невозможным россиянам со статусом «иноагента» получение авторских гонораров. Согласно ему, любые доходы от творческой деятельности «иноагентов» должны будут перечисляться на отдельный рублевый счет, а распоряжаться этими средствами они смогут только после снятия с них этого статуса. Он вступит в силу с 1 марта 2025 года. Закон лишит людей, признанных государством иноагентами, возможности получать доходы от использования исключительного права на результат интеллектуальной деятельности, по банковским вкладам и дивидендам, от сдачи в аренду или продажи недвижимости и транспортных средств. Такие доходы будут аккумулироваться на специальном счете в уполномоченном банке. Списания с этого счета возможны лишь в пользу государства, например, в рамках взыскания штрафов. Получить свои деньги лицо сможет только в случае исключения его из переченя иностранных агентов.
16 апреля 2025 года Совет Федерации одобрил два закона ужесточающие меры по отношению к иностранным агентам, которые вступят в силу с 1 сентября этого года. Согласно первому документу, вводятся новые причины для признания иноагентом. Среди них — помощь иностранным структурам, осуществляющим деятельность против РФ; привлечение граждан, в том числе несовершеннолетних, к сбору военно-технической информации, которую возможно использовать против безопасности России. По другому закону, иностранным агентам полностью запрещается участвовать в просветительской и образовательной деятельности. Если организация признается иноагентом у нее автоматически аннулируется лицензия на образовательную деятельность, а также она не сможет попасть в список социальноориентированных НКО. Иноагенты теряют право занимать должности в органах управления госкорпораций, и получать материальную помощь от муниципалитетов.

## Практика применения
По данным Министерства юстиции, в 2014 году на территории России действовало 4108 НКО, получивших иностранное финансирование на общую сумму свыше 70 млрд рублей. 52 из этих организаций было зарегистрировано в качестве «иностранного агента». В 2015 году в реестр «иностранных агентов» была включена 81 организация. На 1 января 2016 года в реестре Минюста России было уже 154 организации со статусом «иностранного агента». Затем их количество стало сокращаться с уменьшением числа новых «иностранных агентов». За 2016 год в список «иностранных агентов» были включены 43 организации, то есть почти в два раза меньше, чем в 2015 году. В январе 2017 года в реестре Минюста было только 103 «иностранных агента».
Исключения, прописанные в законе, не помешали прокуратуре направлять требования о признании себя иностранным агентом благотворительным и общественным организациям — в частности, «Помощи больным муковисцидозом» (под давлением общественности предписание через неделю было отозвано), «Муравьёвскому парку устойчивого природопользования», занимающемуся охраной даурских и японских журавлей и дальневосточных аистов в заказнике «Журавлиная родина». По мнению радио «Свобода», с проверками в рамках выявления «иностранных агентов» пришли к «Союзу охраны птиц России», действующему в Саратовской области (председатель самого Союза не связывает беседы с властями «с теми проверками НКО … о которых так много говорят»).
В конце июня 2013 года первой зарегистрированной организацией стало некоммерческое партнёрство «Содействие развитию конкуренции в странах СНГ».
Ассоциации «Голос» и её исполнительному директору были назначены административные штрафы в 300 000 рублей и 100 000 рублей, соответственно. В вину был вменён всего один эпизод — присуждение международной премии (от которой Ассоциация отказалась). Оба постановления об административном наказании вступили в законную силу и были отменены Московским городским судом по ходатайству Уполномоченного по правам человека в РФ, а дело об административном правонарушении прекращено.
Первое в России уголовное дело за «злостное неисполнение обязанностей иностранного агента» было возбуждено в отношении руководителя «Женщин Дона» Валентины Череватенко. Однако затем оно было прекращено.
По данным Deutsche Welle, из 200 НКО, признанных «иностранными агентами» с 2013 года по февраль 2021 года, 45 уже не выполняют функции «иностранного агента», 56 совершили добровольный самороспуск, 16 ликвидированы судом, 8 исключены из ЕГРЮЛ и 74 сохраняются в реестре. У находящихся в реестре следующие профили:
- 15 — права человека,
- 14 — гражданское просвещение,
- 8 — борьба с ВИЧ,
- 7 — поддержка СМИ,
- 7 — помощь нуждающимся,
- 23 — другое.

Среди них 25 организаций из Москвы, 13 — из Санкт-Петербурга, 7 — из Екатеринбурга и 30 — из других регионов России.
В мае 2024 года объединяющая 26 городских и сельских библиотек централизованная библиотечная система города Березники в Пермском крае по требованию прокуратуры убрала из библиотек книги «иностранных агентов».
К началу сентября 2024 года из списка иностранных агентов было исключено 209 человек — 25 % от общего количества в реестре. Из них 71 — по личным заявлениям. По сообщению министра юстиции Константина Чуйченко, процедура исключения из реестра «простая и разумная», достаточно установить факт прекращения деятельности по совокупности признаков иноагента. Инициатором данной процедуры может стать либо Минюст, либо иностранный агент.

## Оценки
Рядом представителей российской и зарубежной общественности[кем?] российский закон был расценён как атака на структуры гражданского общества с целью их дискредитации и создания юридических предпосылок для их преследования. В связи с этим обращается особое внимание на крайне широкое определение понятия «политическая деятельность» в тексте закона. Закон рассматривается в контексте общей системы мер, направленных на подавление протестной активности российского общества. Так, британский еженедельник The Economist утверждает, что использование термина «иностранный агент» является попыткой со стороны властных кругов России взять под свой контроль гражданскую активность в российском обществе. Именно для этого, по мнению журнала, независимые общественные организации получили клеймо «иностранные агенты». Издание пишет:

Новый закон определяет любую общественную активность как политическую и требует, чтобы независимые неправительственные организации, получающие деньги из-за границы, были заклеймены как «иностранные агенты», — выражение, несущее ясный оттенок предательства.
Оригинальный текст (англ.)
Its new law defines any civil or public activity as political and demands that any independent NGO receiving foreign money be stigmatised as a “foreign agent”, a phrase that has clear connotations of treachery.

— «Putin’s Russia: Repression ahead», The Economist, Jun 1st 2013
The Economist также утверждает, что закон, принятый также в Грузии и Венгрии, служит инструментом преследования про-демократических организаций.

### Международные организации
- С критикой закона ещё на стадии законопроекта выступили три специальных докладчика ООН (по праву на мирные собрания, по положению правозащитников и по защите права на свободу выражения мнений)[56]; в 2013 году они выступили с новым заявлением, сообщая, что их опасения подтвердились[57]. Докладчики ООН назвали закон «прямым вызовом для тех, кто хочет свободно осуществить своё право на свободу ассоциации», подчеркнув, что «организации гражданского общества имеют право получать финансирование из-за рубежа, так же как правительства имеют право получать международную помощь», и ограничения такого права «несправедливы». По мнению экспертов ООН, новые нормы позволяют подвергать правозащитников специальному контролю вне зависимости от того, получают они поддержку из-за рубежа или нет, что «будет препятствовать им в осуществлении своей значимой деятельности». Они указали, что крайне широкое определение «политической деятельности» позволит подвести под него любую пропагандистскую деятельность НКО, что нарушит «право правозащитников поднимать в обществе вопросы прав человека». Навешивание ярлыка «иностранного агента» выявляет, по их мнению, «явное намерение стигматизации любой деятельности гражданского общества, получающего поддержку из-за рубежа». Также отмечается, что установленные законом штрафы несоразмерны и перекладывают бремя доказательства на некоммерческие организации, занимающиеся законной деятельностью в области прав человека[56].
- Обеспокоенность новым российским законом и его возможным негативным влиянием на деятельность правозащитников выражали также различные органы ООН, в том числе Комитет против пыток, Комитет по правам ребёнка и Комитет по ликвидации расовой дискриминации[уточнить]. Из них первый призвал «внести изменения в законодательство, требующее от получающих финансирование из-за рубежа правозащитных организаций регистрироваться в качестве „иностранных агентов“»[56][58], а второй призвал Россию отменить закон 2012 года[59].
- Комиссар Совета Европы по правам человека не раз выражал российским властям озабоченность законом, «который содержит очень широкое и неясное определение политической деятельности», а также серией проверок НКО и официальной негативной риторикой в их отношении[60].
- Европарламент «выразил разочарование» российским законом и призвал власти России прекратить регистрацию негосударственных организаций как «иностранных агентов»[61].
- В ходе июньской сессии 2014 года Венецианская комиссия при Совете Европы в своём заключении жёстко раскритиковала российские законы об НКО — «иностранных агентах», государственной измене и шпионаже, которые «взаимно усиливают негативное воздействие на обеспечение в РФ свободы объединения и выражения мнений». ВК призвала Россию отказаться от порочащего НКО «клейма» «иностранного агента», так как и «без специального российского исторического контекста» такая НКО будет воспринята с «недоверием, страхом и враждебностью», ведь даже российские госорганы «не имеют чёткого и единого понимания, что такое политическая деятельность». Критике подверглись и поправки в закон, позволяющий Минюсту вносить в реестр НКО как «иностранных агентов» без их согласия[62]. Полномочным представителем Госдумы в Конституционном суде Дмитрий Вяткин назвал решение Венецианской комиссии «политической заказухой[63]».

### Российское правозащитное сообщество
- Совет при президенте Российской Федерации по правам человека счёл закон «совершенно избыточным и юридически бессмысленным»[64].
- 11 российских НКО в связи с принятием закона в 2013 году обратились с жалобой в Европейский суд по правам человека[65][66][67]. Суд в апреле решил не предоставлять приоритета рассмотрению жалобы; в июле 2013 года к жалобе присоединились ещё три заявителя[68].
- В феврале 2016 года Комитет гражданских инициатив предложил не причислять к «иностранным агентам» НКО за проведение круглых столов, конференций на политические темы, соцопросов — для этого им были разработаны поправки к соответствующему закону[69]: политической деятельностью можно считать только выдвижение кандидатов на выборах, участие в предвыборной агитации, организацию сбора средств в избирательные фонды или содействие в этом, а также продвижение в общественном мнении положительного или негативного образа кандидатов, списков кандидатов на выборах и политических партий и информационное, консультационное и организационное сопровождение кандидатов на выборах[значимость факта?].

### Аргументы сторонников
Сторонники закона утверждают, что он полностью воспроизводит положения американского закона FARA, из чего, по их мнению, следует соответствие российского закона международным демократическим нормам. Президент России Владимир Путин лично высказывался о высокой схожести российского закона с американским.
Политолог Сергей Марков, член Общественной палаты, проректор РЭУ им. Плеханова, заявил о том, что российский закон мягче закона FARA.
Утверждения о схожести закона FARA с российским законом об иностранных агентах и о большей жёсткости закона FARA не соответствуют действительности. Российский закон, в отличие от американского, а также от венгерского, не определяет минимальный объём финансирования, за который можно признавать иностранный агент. Закон FARA устанавливает минимальную сумму в 10 000 долларов США, а также требует, чтобы финансирование осуществлялось иностранным принципалом в большей части. Венгерский закон устанавливает минимальную сумму в 24 тысячи евро. Отсутствие в российском законе минимальной планки финансирования позволяет судам признавать иноагентами за ничтожные суммы денег из-за рубежа.

### Аргументы оппонентов
- Критики российского закона утверждают, что FARA (в его нынешнем виде, с учётом всех поправок) направлен на лоббирование, то есть на деятельность по оказанию влияния на принятие политических решений и на самих политиков[79], в то время как российский закон прямо и явно направлен на неправительственные организации[79] (в реальности в российском законе о политической деятельности ничего не говорится, что значит, что даже образовательные, спортивные, культурные и узкоспециализированные организации подпадают под действие закона[80]). Впрочем, согласно американскому закону FARA, 13 ноября 2017 года российский телеканал RT America вынужден был зарегистрироваться в качестве «иностранного агента»[80].
- Противники закона считают, что термин «иностранный агент» в русском словоупотреблении носит однозначно негативный смысл, являясь, по их мнению, синонимом понятия «шпион» (а не нейтрального «представитель иностранных интересов»)[70] — как, впрочем, и в английском[81].

Российский журналист Владимир Кара-Мурза заявил: 

Никому не придёт в голову объявлять «Репортёров без границ» французским агентом, а «Международную амнистию» — британским.— imrussia.org
По мнению кандидата юридических наук Аркадия Любарева (включенного впоследствии в реестр СМИ — иностранных агентов), есть как минимум четыре принципиальных момента, из-за которых законодательство об «иностранных агентах» антиправовое. Во-первых, агент — это всегда чей-то конкретный агент. А не «иностранный» вообще. Во-вторых, статус агента предусматривает наличие двустороннего договора. В-третьих, даже наличие договора необходимое, но ещё не достаточное основание для возникновения статуса агента. В-четвертых, все эти законы устроены так, что для объявления организации «иностранным агентом» не требуется устанавливать (и тем более доказывать) наличие связи между получением денег и деятельностью, которую законодатели считают политической. Как одно из следствий такого явно антиправового положения оказывается, что не имеет никакого значения сумма «иностранного финансирования». Так, Лига избирателей, собравшая несколько миллионов рублей пожертвований от российских граждан, была признана «иностранным агентом» из-за того, что получила от гражданина Молдовы пожертвование на 240 руб.
Представители Вашингтона, критикуя российский закон и связанную с ним практику как нарушающие демократические нормы и направленные на преследование независимых НПО, указывают, что американский закон, в отличие от российского, «не направлен конкретно на НПО, но главным образом применяются к юридическим фирмам и пиар-агентствам, нанятым правительством иностранного государства и выступающим в качестве агента иностранного принципала».

### Мнение посла США
По мнению бывшего посла США в РФ Майкла Макфола, между американским и российским законами «нет ничего общего». По его словам, «правило FARA следующее: лоббисты, которые работают на иностранное правительство, обязаны регистрироваться. Новое (российское) законодательство называет „агентами“ неправительственные организации, которые не работают на иностранные правительства. Но это простые факты: они берут деньги откуда только могут, но они не работают от имени иностранных фондов. <…> есть тысячи иностранных фондов и правительств, которые финансируют американские неправительственные организации в моей стране. Это естественно, нормально, это повсеместно».
В связи с принятием в России закона об «иностранных агентах» Русская служба Би-би-си отмечает, что представители российских властей в своих выступлениях нередко заявляют о том, что протестные настроения в России якобы поддерживаются на иностранные деньги.
Майкл Макфол отрицал наличие такой поддержки со стороны правительства США. В своём микроблоге от 8 июня 2013 посол заявлял:

Мы никогда не финансировали российскую оппозицию
— Русская служба Би-Би-Си, 9 июня 2013

### Протест Лукина
5 сентября 2013 года уполномоченный по правам человека В. П. Лукин направил в Конституционный суд России жалобу на закон об «иностранных агентах», положения которого могут, по его мнению, противоречить конституции России.
В своей жалобе В. П. Лукин, в частности, заявил следующее:

Положения [закона], в которых даются определения «иностранный агент» и «политическая деятельность», политически и юридически неконкретны.

КС счёл оспариваемые нормы законодательства о некоммерческих организациях соответствующими Конституции Российской Федерации, но предусмотренный КоАП размер штрафов для физических и юридических лиц нашёл противоречащим Конституции, поскольку тот не позволял назначить наказание ниже низшего предела. Судья В. Г. Ярославцев высказал по делу особое мнение, считая и другие положения об «иностранных агентах» антиконституционными. Также Ярославцев указал на то, что американский закон об иностранных агентах в действующей редакции направлен регулирование немногочисленных организаций лоббистского типа, подобные которым в России не зарегистрированы.

### Объём финансирования
2 апреля 2013 года в интервью немецкому телеканалу ARD Владимир Путин заявил, что на территории Российской Федерации продолжают действовать 654 неправительственные организации, финансируемые из-за рубежа. Только за четыре месяца после принятия закона на счета этих организаций, по словам В. В. Путина, из-за границы поступило 28,3 млрд рублей, в том числе 855 млн рублей — через дипломатические представительства.
Заявление Президента Российской Федерации вызвало возмущение некоторых российских НПО (в основном правозащитных). Они указали, что НПО ведут свою отчётность открыто и подобных сумм в их документах нет. Иностранное финансирование таких крупных правозащитных НПО, как «Московская хельсинкская группа» и ассоциация «Голос», находится в пределах нескольких миллионов рублей за год. В связи с этим российские НПО обратились к Путину с требованием опубликовать список организаций, якобы получивших из-за рубежа миллиард долларов за 4 месяца.
В марте 2019 года глава Росфинмониторинга Юрий Чиханчин во время доклада Владимиру Путину озвучил цифру в 80 миллиардов рублей, которую продолжают получать НКО из-за рубежа. При этом чиновник отметил, что деньги идут «не все для благих целей» и на «определённые степени деструктивности».

### Мнение Совета Европы
21 мая 2013 года Генеральный секретарь Совета Европы Турбьёрн Ягланд в своём выступлении в Госдуме резко осудил российский закон «об иностранных агентах». Назвав слова «иностранный агент» ярлыком, Ягланд указал на негативное восприятие этого выражения в разных языках, но в русском языке — особенно. В связи с этим Генеральный секретарь, в частности, сказал:

Защита прав человека, демократических свобод не должна расцениваться как политическая деятельность <…> Этот закон провоцирует недоверие ко всем НКО.

Отвечая на вопросы депутатов Госдумы, Турбьёрн Ягланд указал, что все должны исполнять закон, но имеют право его оспаривать, «особенно если он противоречит международным обязательствам страны».
Венецианская комиссия в 2014 году дала оценку российскому законодательству об «иностранных агентах», а в 2021 году — изменениям, внесённым в 2020 году.

### Акция СМИ и сбор подписей за отмену закона
13 сентября 2021 года некоторые российские СМИ (среди которых Телеканал «Дождь», «Meduza», Радио «Эхо Москвы», «Российская ЛГБТ-сеть» и другие) и их коллеги из других стран запустили интернет-марафон «Агенты людей» за отмену закона об «иностранных агентах» и просили подписать петицию на change.org. По состоянию на 31 января 2025 года петицию подписали более 270 тыс. человек.

## Отражение в культуре
- «Oxxxymiron — песня Агент» (2021)[101]
- «Монеточка — песня У мамы есть секрет» (2024)